# Charles Stanislas Marion

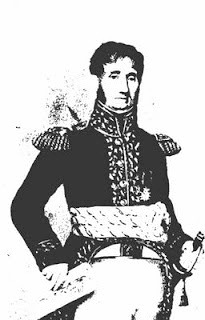
Charles Stanislas Marion

Charles Stanislas Marion (* 7. Mai 1758 in Charmes (Vogesen); † 7. September 1812 bei Borodino) war ein französischer Général de brigade der Infanterie.

## Leben und Wirken
Charles Stanislas Marion war das fünfte von sieben Kindern von André Marion und dessen Ehefrau Thérèse Bastien. Mit achtzehn Jahren trat er am 1. Dezember 1776 als einfacher Soldat in das Infanterieregiment du Roi ein. Knapp vier Jahre später am 10. April 1780 erfolgte seine Beförderung zum Caporal. Zu Beginn der französischen Revolution nahm er am 10. November 1789 seinen Abschied aus der königlichen Armee und wurde am gleichen Tag zum Capitaine der Nationalgarde seiner Heimatstadt gewählt. In diesem Rang trat er am 23. August 1791 in das 4. Freiwilligenbataillon der Vogesen ein.
Im Rang eines Capitains wechselte Marion 1793 zur Rheinarmee und kämpfte unter General Armand-Louis de Gontaut, duc de Biron u. a. bei Rheindürckheim (30. März 1793). Im Ersten Koalitionskrieg war er einige Zeit am Linken Rheinufer stationiert.
Als Napoleon 1796 seinen Italienfeldzug plante, kam Marion als Aide-de-camp in dessen Stab. Neben General Antoine Guillaume Delmas nehm Marion an mehreren Gefechten teil: u. a. kämpfte er an der Trebbia (17./19. Juni 1799) und vor Novi (25. August 1799). Dort geriet er in Kriegsgefangenschaft und war im Fortezza del Priamar (Savona) inhaftiert. Während der Vorgespräche zum Frieden von Amiens (25./27. März 1802) konnte er wieder nach Frankreich zurückkehren.
Im Stab von General Louis-Vincent-Joseph Le Blond, Comte de Saint-Hilaire nahm Marion an einigen Feldzügen gegen Preußen teil. Als Napoleon 1812 seinen Krieg gegen Russland plante, wechselte Marion im Range eines Generals in dessen Stab. Er kämpfte u. a. bei Mogiljow (23. Juli 1812), Schlacht um Smolensk (17./18. August 1812) und Borodino (7. September 1812). In letzterer wurde Marion getötet und fand am Rande des Schlachtfeldes in einem Massengrab seine letzte Ruhestätte.

## Familie

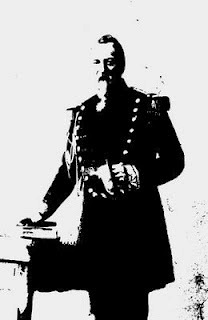
Sein Sohn Charles Louis François Marion (1803–1886)

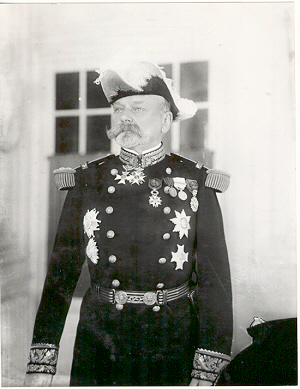
Sein Enkel Charles Louis Raoul Marion (1848–1937)

Marion war zweimal verheiratet. Seine erste Frau, Marie Anne Lahaye (1759–1797), ehelichte er am 27. Oktober 1789 in seiner Heimatstadt Charmes. Er hatte mit ihr eine Tochter:
- Anne Julie Marion (* 28. August 1790)

Nach ihrem Tod heiratete er am 20. Februar 1799 in Mantua Elisabeth Alpago (1775–1834). Aus dieser Ehe gingen drei Kinder hervor:
- Charles Jean Victor Marion (* 24. November 1801; † 1. September 1813)
- Charles Louis François Marion (* 12. August 1803; † 2. November 1886) ⚭ Louise Caroline Leclerc de Juvigny (1816–1858)
- Joséphine Marie Élisabeth Marion (* 8. Juni 1805; † 1888) ⚭ Louis Paul Henri Etienne Richard

Sowohl sein zweiter Sohn als auch sein Enkel Charles Louis Raoul Marion erreichten den Rang eines Général de division in der französischen Armee. Sein Urenkel Charles Léonce Pierre, 5. Baron Marion und ebenfalls General, wurde 1944 nach der Befreiung Frankreichs wegen seiner Verstrickung in das Vichy-Regime zum Tode verurteilt, jedoch noch vor seiner Hinrichtung aus dem Gefängnis entführt und ermordet.

## Ehrungen
- Dezember 1803 Chevalier der Ehrenlegion
- Juli 1804 Officier der Ehrenlegion
- 9. September 1810 Baron de l’Émpire
- 2. September 1812 Commandeur der Ehrenlegion
- Sein Name findet sich am östlichen Pfeiler (18. Spalte) des Triumphbogens am Place Charles-de-Gaulle (Paris)